# Фила, Корантен
Корантен Фила (фр. Corentin Fila; род. 28 сентября 1988, Париж, Франция) — французский актер.

## Биография
Корантен Фила родился 28 сентября 1988 года в Париже, Франция. Его мать-француженка работает учительницей аутичных детей; отец, с которым он не поддерживает связей, режиссер-документалист Давид-Пьер Фила, уроженец Конго. Корантен учился в парижском лицее Монтеня (фр. Lycée Montaigne), затем окончил Парижский университет Декарта, получив степень в области экономики. После обучения Фила работал моделью, в том числе и для Elite Model Management.
В 23 года Корантен Фила был поражен постановкой Питера Брука «Костюм» с участием южноафриканских актеров. После этого он решил стать актером и поступил в 2012 году на актерские курсы Флоран, где учился до 2014 года.
В кино Корантен Фила дебютировал в 2016 году ролью Тома в фильме Андре Тешине «Когда тебе семнадцать» с участием Сандрин Киберлен и Кейси Моттета Кляйна. Фильм был впервые показан в конкурсе 66-го Международного Берлинского кинофестиваля и Фила, как и его партнер по съемочной площадке Кейси Моттет Кляйн, получил лестные отзывы от кинокритиков.
В 2017 году за роль в фильме «Быть 17-летним» Фила, вместе с Кейси Моттетом Кляйном, был номинирован как самый перспективный молодой актер на кинопремии «Люмьер» и «Сезар».
В 2020 году снялся в фильме Бисер перед свиньями.